# Richard Wetz

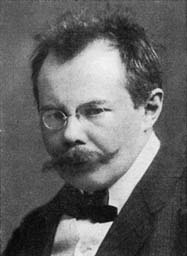
Richard Wetz

Richard Wetz (Gleiwitz, 26 februari 1875 - Erfurt, 16 januari 1935) was een Duits componist en dirigent.

## Leven
Wetz was zoon van een koopman en studeerde muziek in Leipzig en München. Hij werkte als dirigent met een aantal orkesten in Duitsland, tot hij muzikaal leider werd van de Muziekverein in Erfurt in 1906. Wetz bleef hier tot 1925. Van 1916 tot zijn dood werkte hij als docent compositie aan het conservatorium in Weimar. Wetz was een grotendeels autodidact componist. Hij meende zelfs geen scholing te behoeven om zijn compositorische kwaliteiten ten volle uit te buiten. De Kleist-ouverture moet als meest geslaagde en succesvolle compositie worden beschouwd. De inhoud is vaak gevoed door zijn geestesgesteldheid (vooral in zijn 1e en 3e symphonie). Zijn tijdgenoten die de laat-romantiek trouw bleven, deerde het niet. Zij vroegen zich af waarom Wetz niet vaker op het program stond. De concertwereld zat rond 1920 echter niet meer op een Bruckner-epigoon te wachten. Wetz werd vergeten, tot zijn herontdekking tachtig jaar later. Inmiddels zijn enkele fraaie opnamen van zijn werken (o.a. zijn drie symphonieën en de Kleist-ouverture) op cd verkrijgbaar.

## Werken
Wetz werken worden gerekend tot de laat-romantische stijl. Zijn composities werden beïnvloed door Franz Liszt en Anton Bruckner. 

### Orkestwerken
- Kleist-Ouvertüre op. 16
- Symfonie nr. 1 in c op. 40
- Symfonie nr. 2 in A op. 47
- Symfonie nr. 3 in bes op. 48
- Vioolconcert in b op. 57

### Kamermuziek
- Strijkkwartet nr. 1 in f op. 43
- Strijkkwartet nr. 2 in e op. 49

### Vocale muziek
- Requiem in b op. 50
- Ein Weihnachtsoratorium auf alt-deutsche Gedichte op. 53
- kleinere koorwerken
- vele liederen

- CiNii: DA12818291
- Gemeinsame Normdatei: 118767534
- International Standard Name Identifier: 0000 0001 0959 8350
- Library of Congress Control Number: n85067578
- MusicBrainz: 1844bb0f-832f-43f3-a89d-bc10fb512421
- Bibliotheek van het Japanse parlement: 001164269
- Nationale Bibliotheek van Tsjechië: xx0116160
- Nationale Bibliotheek van Israël: 987007272627705171
- Nederlandse Thesaurus van Auteursnamen: 073829269
- SNAC: w6j39ndg
- Système universitaire de documentation: 224431285
- Virtual International Authority File: 22937261
- WorldCat: E39PBJyxmbYKPFKxqGHR9CxdQq